# محوطه شاخص

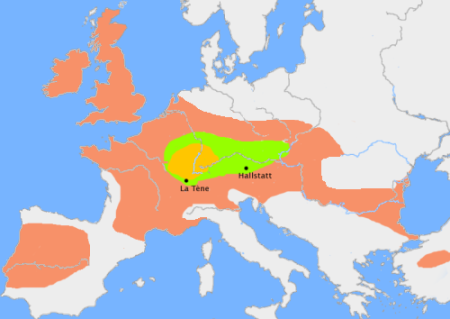
نقشه پراکندگی فرهنگ هال‌اشتات و محوطه نمونه آن روستای هال‌اشتات در اتریش.

محوطه‌ای باستان‌شناختی که در آن ویژگی‌های شاخص یک فرهنگ مفروض/معین شکل گرفته است، محوطه شاخص (انگلیسی: Type site) نامیده می‌شود.
محوطه شاخص یک محوطه باستانی است که به عنوان نمونه بارز یک فرهنگ باستان‌شناختی شناخته می‌شود. برای مثل گفته می‌شود که شهر اریحا در کرانه باختری رود اردن محوطه شاخص دورهٔ نوسنگی پیش از سفال آ است. در خیلی از موارد نامی که باستان‌شناسان روی یک فرهنگ تاریخی گذاشته‌اند مجازاً از روی محوطه شاخص آن برداشته شده است، مثلاً فرهنگ هال‌اشتات که یک فرهنگ پیشاسلتی مربوط به عصر برنز است از روی نام محوطه شاخص آن روستای هال‌اشتات در اتریش برداشته شده است.